# Alfred Escher
Johann Heinrich Alfred Escher vom Glas (Zurigo, 20 febbraio 1819 – Zurigo, 6 dicembre 1882) è stato un politico, dirigente d'azienda e pioniere della ferrovia svizzero.
Attraverso le sue numerose cariche pubbliche e la sua attività fondatrice e dirigenziale presso la ferrovia del Nord-Est, il Politecnico federale, il Credito Svizzero, la Società Svizzera di Assicurazioni generali sulla vita dell'uomo nonché la ferrovia del Gottardo, Escher influì notevolmente sullo sviluppo politico ed economico della Svizzera nel XIX secolo. 

## Biografia

### Origini e famiglia

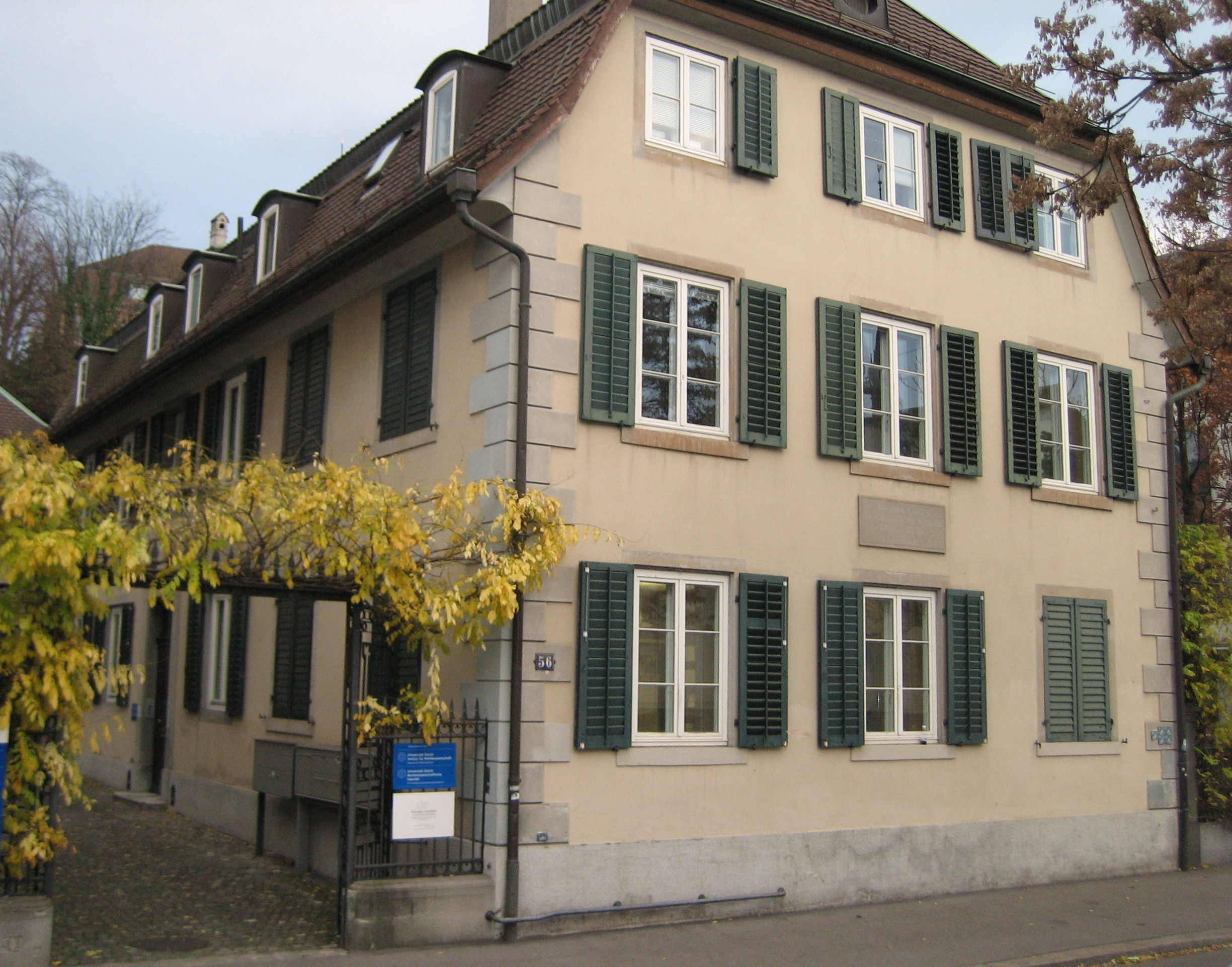
La casa natale di Escher «Neuberg», Hirschengraben, Zurigo

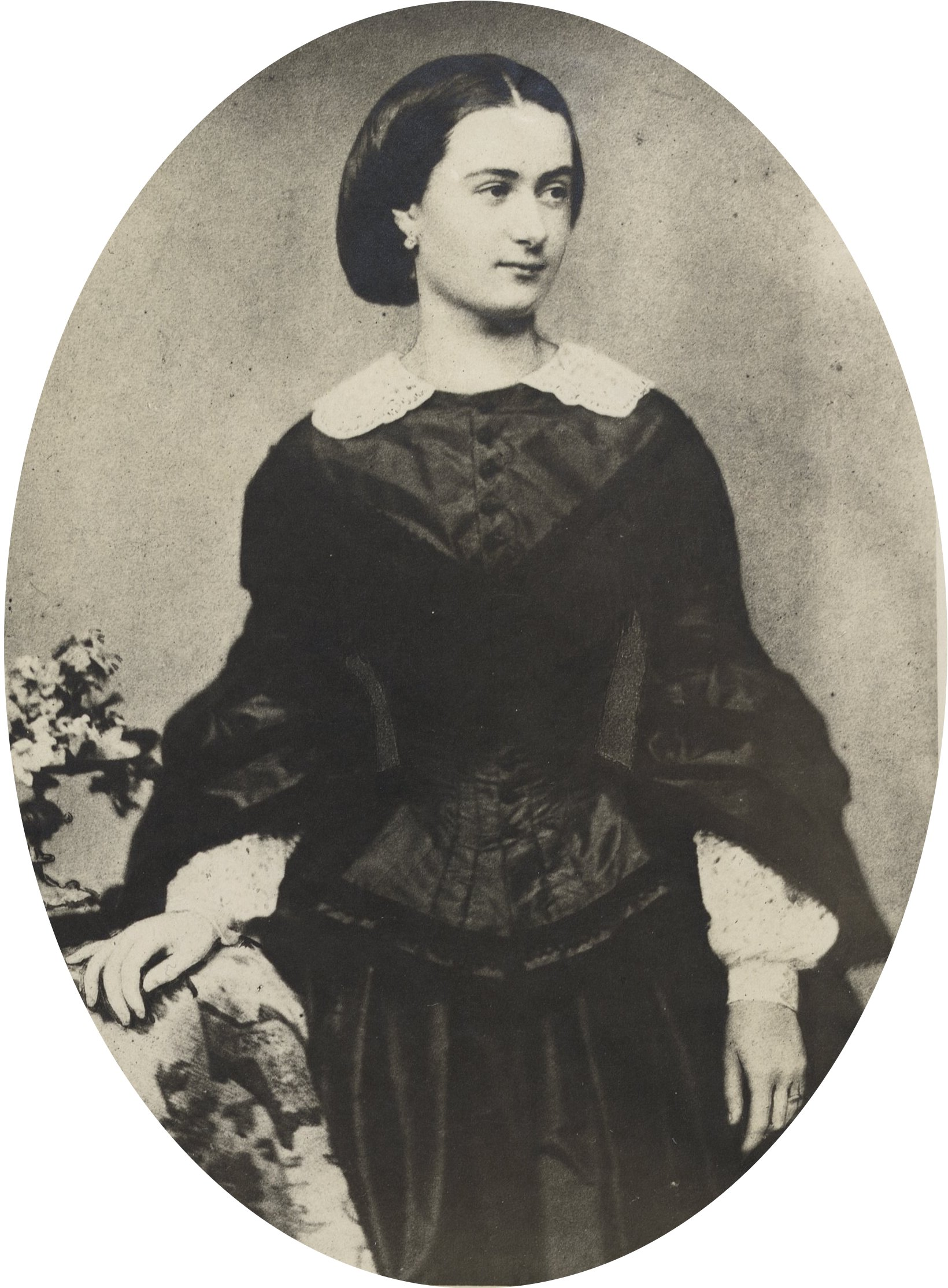
Auguste Escher, sposa d'Alfred Escher, ca. 1855

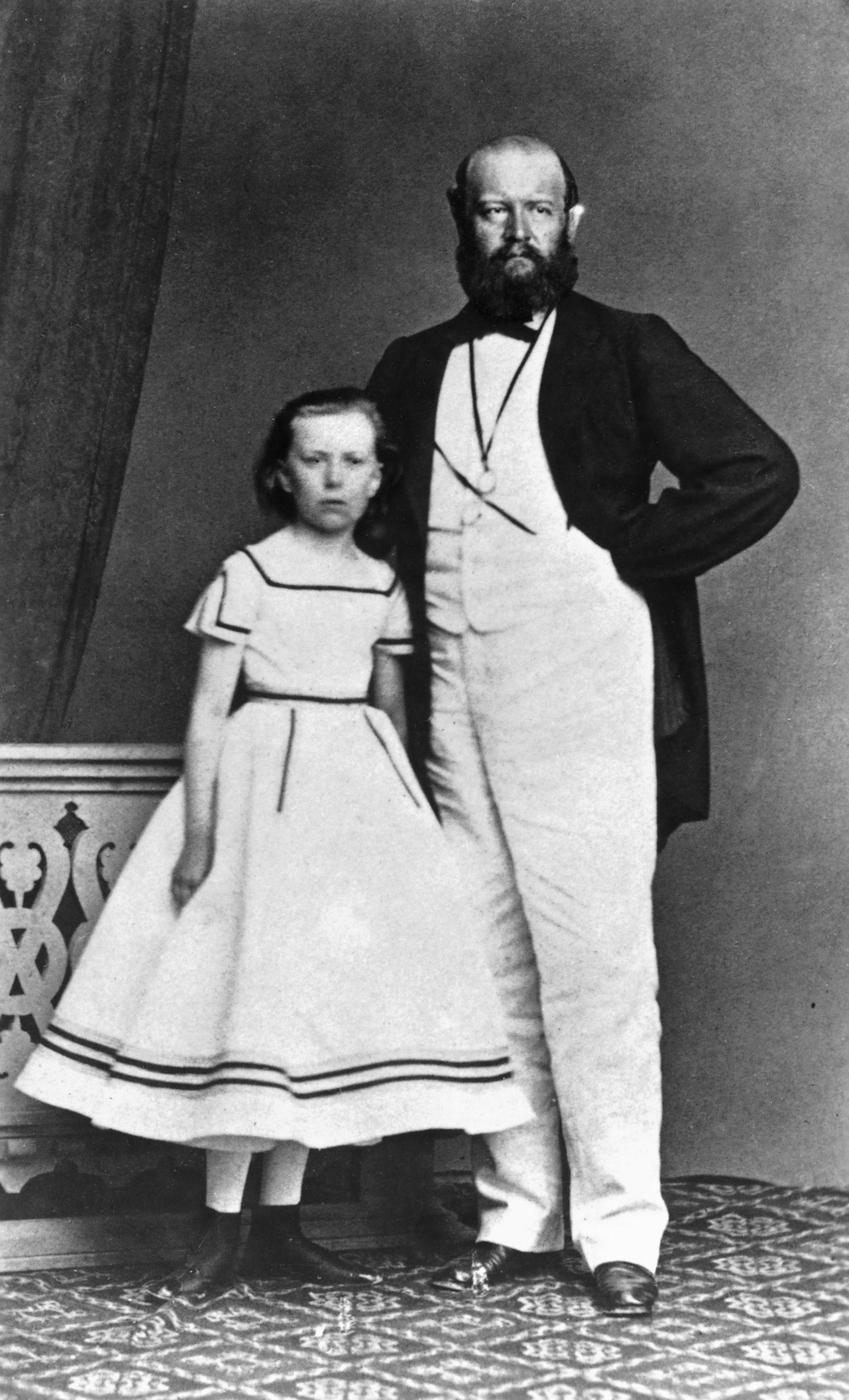
Alfred Escher con la figlia Lydia, 1865

Alfred Escher proveniva da un'antica e influente famiglia zurighese, gli Escher vom Glas, che diede i natali a numerosi politici illustri. Tuttavia, gli scandali che investirono gli antenati diretti di Alfred Escher compromisero seriamente l'onorabilità e la reputazione della famiglia. Nel 1765 il bisnonno Hans Caspar Escher-Werdmüller (1731-1781) ebbe un figlio illegittimo da una domestica e fuggì con lei. Il nonno di Alfred Escher, Hans Caspar Escher-Keller (1755-1831), trascinò con il suo fallimento quasi tutta Zurigo nella rovina finanziaria, mentre il padre, Heinrich Escher (1776-1853), riuscì a riconquistare la ricchezza attraverso speculazioni terriere e operazioni commerciali in Nordamerica.
Nel 1814 tornò a Zurigo e nel maggio 1815 sposò Lydia Zollikofer von Altenklingen (1797-1868), proveniente da un'antica famiglia di commercianti sangallesi. Dal matrimonio nacquero i due figli Clementine (1816-1886) e Alfred. Nel 1857 Alfred Escher convolò a nozze con Augusta Uebel (1838-1864). Nel 1858 nacque la figlia Lydia, un'altra figlia, Hedwig (1861-1862), morì in tenera età. Nel 1883 Lydia Escher sposò Friedrich Emil Welti, figlio del Consigliere federale Emil Welti. Nel 1890, poco prima della fine della sua vita tragicamente travagliata, riversò il patrimonio Escher in una fondazione, che fu intitolata al poeta zurighese ripetutamente patrocinato da suo padre Gottfried Keller. Con il suicidio di Lydia, nel 1891, l'albero genealogico di Alfred Escher si interruppe.

### Infanzia, gioventù, studi
Alfred Escher trascorse i primi anni della fanciullezza nella sua casa natale di Zurigo, il «Neuberg», Hirschengraben. Sulla sponda sinistra del lago di Zurigo, nel comune di Enge (oggi città di Zurigo), Heinrich Escher fece costruire una villa di campagna che chiamò «Belvoir». Quando nel 1831 la famiglia si trasferì nella casa, Heinrich Escher poté dedicarsi pienamente alla sua passione per la botanica e alla sua collezione entomologica. In questo periodo Alfred Escher ebbe vari precettori, tra i quali il teologo Alexander Schweizer e il futuro paleobotanico ed entomologo Oswald Heer. Dal 1835 fino al 1837 frequentò il liceo di Zurigo.
Dopo la maturità decise di intraprendere studi di giurisprudenza all'ancora giovane Università di Zurigo dal 1837 al 1842. Nel 1838-1839 trascorse due semestri all'estero presso le Università di Bonn e Berlino, che furono tuttavia turbati da una grave malattia. Nel 1839 ottenne la laurea sotto la supervisione di Friedrich Ludwig Keller. Durante gli studi Escher militò nell'associazione studentesca Zofingia, nella quale venne ammesso nel 1837. Escher presiedette la sezione zurighese dell'Associazione nel 1839/40, in settembre 1840 e fino al 1841 venne eletto Presidente centrale dell'intera associazione. Escher stesso sottolineò a più riprese l'importanza che ebbe la Zofingia per lo sviluppo della sua personalità. Con una tesi sul diritto romano, nel 1842 Escher fu il primo giurista a conseguire con la menzione «summa cum laude» il titolo di Doctor iuris utriusque dall'Università di Zurigo. Dopo la conclusione degli studi Escher dovette fare chiarezza sul suo futuro professionale e a tale proposito tra il 1842 e il 1843 trascorse vari mesi a Parigi.

### Ascesa politica
Dopo il suo rientro a Zurigo nell'estate 1843, Escher si dedicò a vari progetti scientifici. Progettò una storia giuridica svizzera di ampio respiro, che tuttavia non vide la luce, inoltre si propose di tenere lezioni all'Università di Zurigo. Nel febbraio 1844 tenne una lezione di prova, a seguito della quale il Consiglio dell'educazione lo nominò libero docente alla facoltà di scienze politiche, dove insegnò procedura civile e diritto federale fino al 1847. Il liberale radicale Escher si impegnò anche sul fronte politico: si incontrava con ex compagni di studi nella «Akademische Mittwochgesellschaft» per discutere di politica e scrisse ripetutamente articoli per la Neue Zürcher Zeitung.
Nell'agosto 1844, a 25 anni di età, Escher fu eletto al Gran Consiglio del Cantone di Zurigo, carica che gli consentì di influire attivamente sui quesiti politici dell'epoca; primo fra tutti il conflitto sorto in ordine all'espulsione dei gesuiti dalla Confederazione, nel quale Escher assunse una posizione decisiva nella propaganda antigesuita. Nel 1845 e 1846 Escher rappresentò il Cantone di Zurigo in qualità di terzo membro dell'Assemblea dei delegati dei Cantoni ed entrò così in contatto con i politici svizzeri più autorevoli. Nel 1847 fu nominato Primo Cancelliere di Stato e nell'estate 1848 seguì l'elezione al Consiglio di Stato zurighese, di cui fu borgomastro nel 1849 e presidente nel 1850, 1851 e 1854. Escher provvide a riorganizzare il Consiglio di Stato, riducendolo a nove membri e creando il sistema delle direzioni. Quale direttore del Dipartimento dell'educazione dal 1850, membro del Consiglio dell'educazione dal 1845 al 1855, e presidente dello stesso dal 1849, introdusse le lingue moderne e le scienze naturali nell'insegnamento secondario.
Delegato alla Dieta federale nel 1845, 1846 e 1848, appoggiò la creazione dello Stato federale, ma fu contrario ai Corpi franchi e al Sonderbund. Con l'introduzione della nuova Costituzione federale si dovette istituire per la prima volta il Parlamento nazionale: il 15 ottobre 1848 Escher fu eletto al Consiglio nazionale e il 7 novembre ne divenne il vicepresidente. Sedette nel Consiglio nazionale ininterrottamente per 34 anni fino alla sua morte. Venne eletto quattro volte alla carica di presidente del Consiglio nazionale: nel 1849, 1856 e 1862. Per motivi di salute, nel 1855 non accettò la carica. Durante l'affare di Neuchâtel del 1856-1857 e quello della Savoia del 1860 assunse posizioni concilianti e insieme ad altri industriali cercò di scongiurare uno scontro militare.

### Opposizione e critica
Grazie alle numerose cariche pubbliche rivestite e alle imprese da lui fondate (Ferrovia del Nord-Est (1852/53) e del Credito Svizzero (1856)), Escher deteneva un potere straordinario che gli valse l'appellativo di «Re Alfredo I», di «Princeps». L'accumulo di cariche politiche, l'intreccio tra compiti politici ed economici e lo sfruttamento sistematico della propria posizione di potere per la difesa degli interessi delle classi agiate e istruite, portò molte personalità dell'epoca ad opporsi all'operato di Escher. Il movimento democratico richiese un maggiore diritto di consultazione per il popolo in questioni di carattere politico. La cerchia vincolata ad Alfred Escher - il «sistema Escher» - funse da nemico dichiarato dei democratici. Con pamphlet e assemblee popolari si lottò contro il «sistema Escher», indebolendone infine l'influsso.
Le critiche proseguirono anche oltre la fine dell'«era Escher» nel 1855, dato che pure dopo la sua uscita dal governo continuò a determinare la politica cantonale attraverso i suoi sostenitori. Mentre le forze socialiste attorno a Johann Jakob Treichler e Karl Bürkli all'inizio degli anni 1850 erano ancora deboli e con l'elezione di Treichler in Consiglio di Stato nel 1856 persero una delle loro figure di spicco, dopo il 1860 il «sistema Escher» incontrò una forte opposizione da parte degli strati sociali svantaggiati, che sul piano cantonale sfociò nella vittoria del movimento democratico sul liberalismo economico escheriano nel 1868, e a livello federale nella revisione totale della Costituzione del 1874.
La situazione per Escher venne complicata dal fatto che nel 1876 la sua Ferrovia del Nord-Est stava scivolando sempre più nella crisi finanziaria a causa dell'acuita concorrenza con la Ferrovia nazionale svizzera e della Grande depressione, tant'è vero che il corso dell'azione crollò da 658 franchi nel 1868 a 70 franchi nel 1877. Gli investitori furiosi non risparmiarono in seguito critiche ad Alfred Escher, benché egli si fosse dimesso nel 1871 da Presidente della direzione della Ferrovia del Nord-Est. Anche le difficoltà finanziarie che affliggevano il progetto del Gottardo vennero imputate da varie parti a Escher.

### Malattia e morte

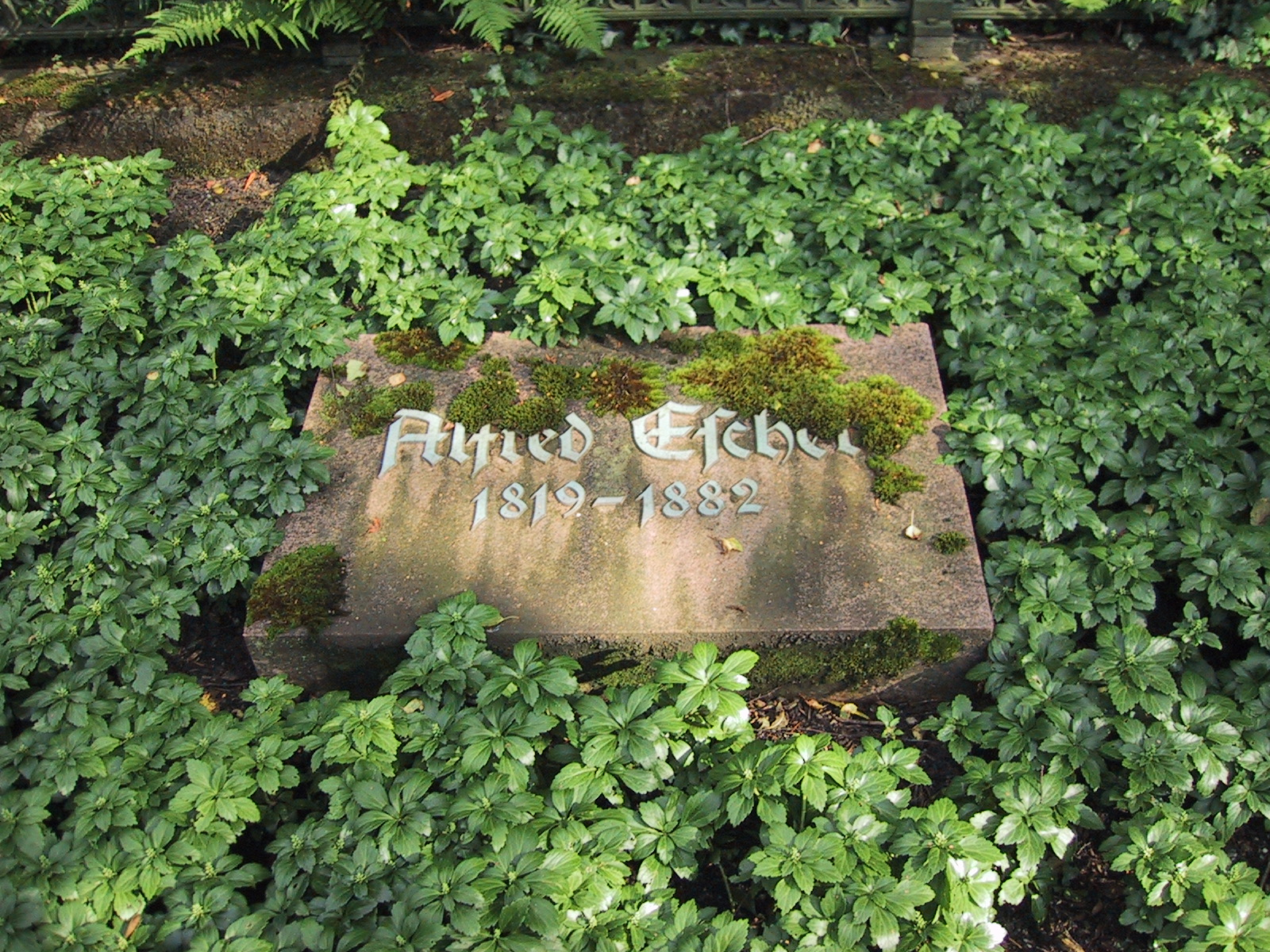
Tomba di Alfred Escher, cimitero di Manegg, Zurigo

Oltre ad attacchi alla sua persona, Escher si trovò a subire anche svariati problemi di salute. Escher si ammalò di continuo lungo l'arco di tutta la vita e fu costretto a sottoporsi a lunghe cure per ristabilirsi e rimettersi in salute. La sua predisposizione alle malattie si conciliava male con l'enorme mole di lavoro che svolgeva. Durante la fase critica del progetto del Gottardo a metà degli anni 1870, Escher lavorò fin quasi a morirne.
Nel 1878 si ammalò così gravemente che non poté lasciare il «Belvoir» per varie settimane. Seguirono continui alti e bassi delle condizioni di salute: asma, febbre, affezioni della vista, foruncolosi, che non impedirono tuttavia a Escher di ottemperare per quanto possibile ai suoi impegni politici ed economici. Verso la fine di novembre 1882 si ammalò di nuovo gravemente: sulla sua schiena si formarono delle pustole e fu tormentato da una forte febbre. Il mattino del 6 dicembre 1882 Alfred Escher si spense nella sua tenuta di «Belvoir». Alle esequie, che si tennero il 9 dicembre 1882 nel Fraumünster di Zurigo, l'élite politica del Paese prese commiato da Escher rendendogli l'ultimo saluto: ai funerali intervennero consiglieri federali, consiglieri nazionali e agli Stati come pure innumerevoli rappresentanti dei Cantoni.

## Influenza sullo sviluppo della Svizzera moderna

### Primi progetti ferroviari

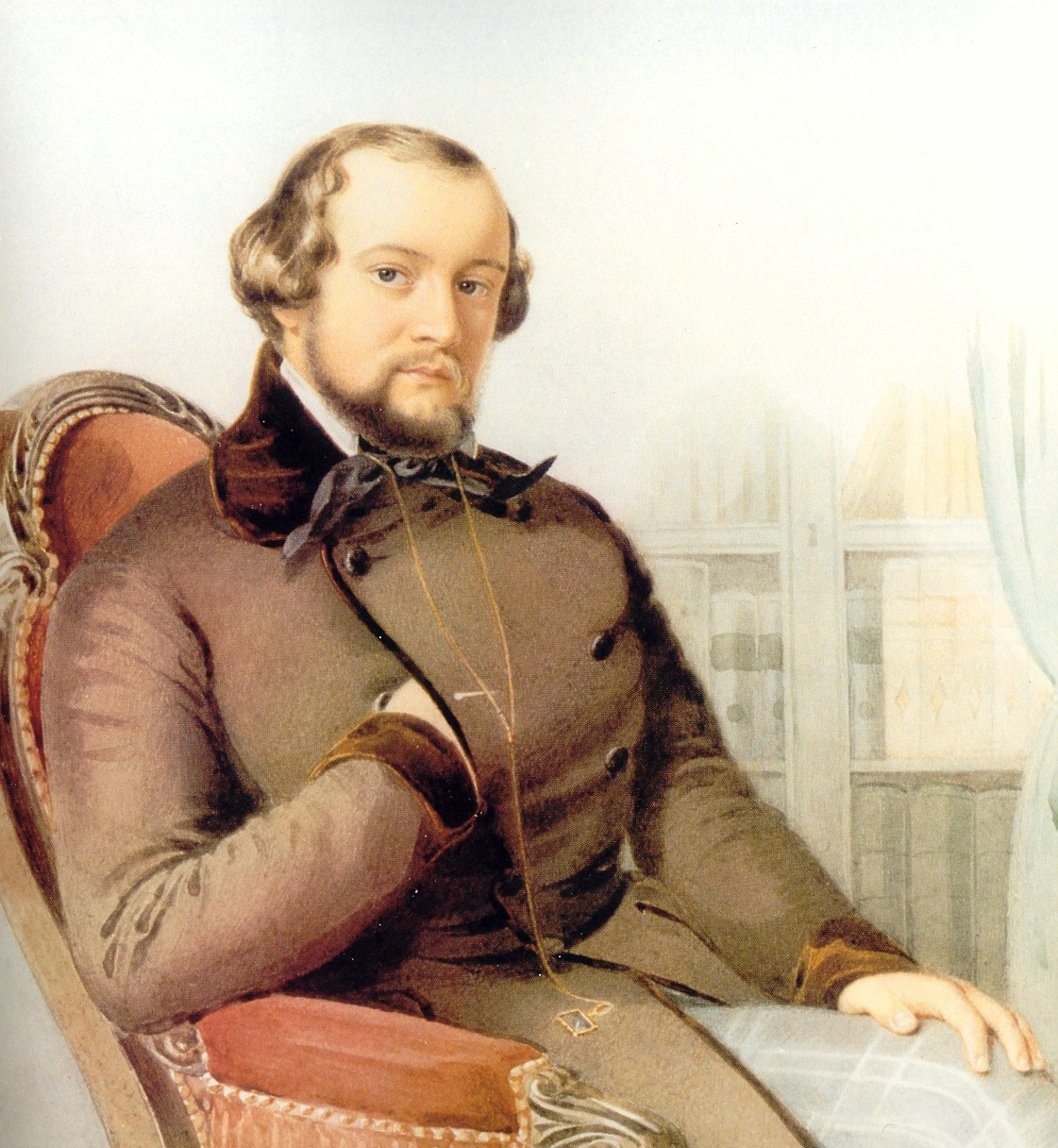
Alfred Escher Presidente del Consiglio nazionale nel 1849

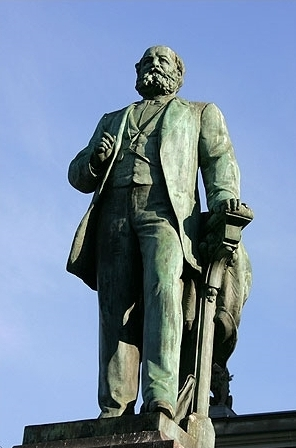
Memoriale ad Alfred Escher nella stazione di Zurigo, scolpito da Richard Kissling nel 1889

«Da ogni lato la strada ferrata si avvicina sempre più alla Svizzera. Nascono progetti secondo i quali le linee ferroviarie devono girare attorno alla Svizzera. La Svizzera corre il rischio di essere totalmente aggirata e quindi di dover offrire fatalmente in futuro la triste immagine di un eremo europeo.» Con queste parole, alla fine del 1849 Alfred Escher diede voce ai suoi timori che la Svizzera avrebbe potuto perdere il treno della modernità. A giusto titolo poiché, mentre all'estero il numero dei chilometri di rotaie posate aumentava a ciclo continuo e lo sviluppo economico progrediva, sotto questo aspetto la Svizzera era un Paese arretrato. Il progetto ferroviario assurse a quesito cruciale per lo Stato federale nato nel 1848. Fondamentalmente vi era unità di vedute sulla necessità di realizzare una rete ferroviaria, ma si aprì un diverbio sull'attuazione concreta. Nel 1852 Escher promosse la Legge federale sulle ferrovie, che di fatto rispecchiava pienamente le sue idee e convinzioni: la costruzione e la gestione delle ferrovie furono affidate ad aziende private. Di conseguenza la Svizzera visse un autentico boom ferroviario. In brevissimo tempo sorsero compagnie ferroviarie concorrenti, ad esempio verso il 1852/53 la ferrovia del Nord-Est, presieduta da Escher, e che entro il 1858 divenne la più grande compagnia ferroviaria della Svizzera orientale. Il ritardo e le lacune nella rete di trasporti rispetto all'estero poterono quindi essere colmati in breve tempo.

### Politecnico federale
Al boom ferroviario si accompagnò la richiesta di manodopera specializzata all'altezza dei requisiti e delle esigenze del nuovo settore economico. In Svizzera non esisteva un centro di formazione per ingegneri e tecnici. Escher lottò in primissima linea per soddisfare i requisiti tecnico-industriali dell'epoca. Dopo battaglie e dibattiti politici pluriennali nel 1854/55 si riuscì a realizzare il Politecnico federale (oggi ETH Zurigo). Dal 1854 fino al 1882 Alfred Escher ricoprì la carica di vicepresidente del Consiglio dei politecnici federali, l'organo direttivo del Politecnico. Con la creazione di questo centro di formazione per le discipline tecniche e scientifiche venne posta la pietra miliare del sistema educativo e di ricerca svizzero.

### Credito Svizzero
Il grande fabbisogno di capitali legato alla costruzione della rete ferroviaria pose le compagnie ferroviarie dinanzi a nuove sfide. Il capitale doveva essere raccolto all'estero, poiché in Svizzera non esistevano istituzioni in grado di stanziare denaro in queste quantità. La dipendenza dai creditori esteri rese il Paese debole di fronte alle loro pretese di influire sullo sviluppo delle compagnie ferroviarie svizzere. Alfred Escher non volle tollerare più a lungo questa situazione. Nel 1856 portò quindi a termine la fondazione del Credito Svizzero, in primo luogo per assicurare il finanziamento della sua ferrovia del Nord-Est. Escher ne presiedette il consiglio di amministrazione dal 1856 al 1877 e dal 1880 al 1882. Il Credito Svizzero fornì inoltre capitali anche ad altre imprese private e pubbliche, diventando così un importante finanziatore dell'economia svizzera e dando vita alla piazza finanziaria di Zurigo.

### Ferrovia del Gottardo
Con l'ampliamento della linea ferroviaria negli anni attorno al 1850 il rischio per la Svizzera di essere aggirata dall'estero non era ancora fugato. Anche se le principali località della Svizzera furono rapidamente collegate alla rete ferroviaria, mancava un asse Nord-Sud. Alfred Escher privilegiò all'inizio una trasversale alpina sul Lucomagno, ma cambiò in seguito idea e sostenne il Progetto del Gottardo. Per la sua attuazione gettò sul piatto della bilancia tutti i suoi strumenti di potere economici e politici. Consultò ingegneri e altri specialisti, condusse trattative con autorità svizzere ed estere. Alla Conferenza internazionale sulla ferrovia del San Gottardo nell'autunno 1869 la decisione definitiva fu a favore della linea del Gottardo. Il Regno d'Italia assicurò la propria partecipazione finanziaria nel 1869, seguita dal Reich tedesco nel 1871. Nel 1871 venne costituita la Società della ferrovia del San Gottardo, di cui Escher divenne presidente di direzione e responsabile del dipartimento delle costruzioni.
Sull'opera di costruzione gravarono varie difficoltà in sede di realizzazione: a partire dal 1875 cominciarono a delinearsi ritardi nella costruzione della ferrovia del Gottardo che resero necessari ingenti crediti aggiuntivi, anche sotto forma di sovvenzioni federali. Ciò comportò un modesto superamento dei costi di circa l'11% imputabile alle dimensioni del progetto. Escher fu oggetto di critiche crescenti che nel 1878 lo spinsero a lasciare la carica di Presidente della direzione della Società della ferrovia del San Gottardo e la presidenza del consiglio di amministrazione del Credito svizzero. Non fu invitato all'abbattimento dell'ultimo diaframma della galleria del Gottardo avvenuto nel 1880. Il progetto del secolo venne ultimato nel 1882 e la galleria del Gottardo fu inaugurata solennemente. Questa volta Escher ricevette un invito, ma le sue precarie condizioni di salute non gli consentirono di partecipare alla cerimonia di apertura. Per la Svizzera, la galleria del Gottardo ebbe un'importanza fondamentale sul piano dei trasporti. Dopo l'apertura della galleria il trasporto di persone e merci aumentò a dismisura e trasformò la Svizzera in un importante paese di transito.

## Cariche e funzioni
L'accumulo di cariche di Alfred Escher non ha avuto finora eguali in Svizzera, come illustra il seguente elenco (non esaustivo) delle cariche e funzioni più importanti da lui rivestite:
| Durata    | Carica/Funzione                                                                                                |
| --------- | --- |
| 1839-1840 | Presidente della sezione zurighese dell'Associazione studentesca svizzera "Zofingia"                           |
| 1840-1841 | Presidente centrale dell'Associazione studentesca svizzera "Zofingia"                                          |
| 1844-1847 | Libero docente all’Università di Zurigo                                                                        |
| 1844-1882 | Membro del Gran Consiglio e del Consiglio cantonale di Zurigo (Presidente: 1848, 1852, 1857, 1861, 1864, 1868) |
| 1845-1848 | Membro dell'Assemblea dei delegati dei Cantoni (con interruzioni)                                              |
| 1845-1855 | Membro del Consiglio dell'educazione di Zurigo                                                                 |
| 1846-1849 | Membro del Consiglio legislativo di Zurigo                                                                     |
| 1847-1848 | Cancelliere di Stato del cantone di Zurigo                                                                     |
| 1848-1855 | Consigliere di Stato del cantone di Zurigo (Landamano: 1849; Presidente: 1851/52, 1853/54)                     |
| 1848-1849 | Membro del Consiglio delle finanze di Zurigo                                                                   |
| 1848      | Commissario federale in Ticino                                                                                 |
| 1848-1882 | Consigliere nazionale (Presidente: 1849/50, 1856/57, 1862/63)                                                  |
| 1849-1855 | Membro del Consiglio parrocchiale di Zurigo                                                                    |
| 1849-1852 | Membro del Consiglio di Stato di Zurigo                                                                        |
| 1853      | Presidente della direzione della Bodenseebahn (Ferrovia del lago di Costanza)                                  |
| 1853-1872 | Presidente della direzione della Ferrovia del Nord-Est                                                         |
| 1854-1882 | Vicepresidente del Consiglio dei Politecnici federali                                                          |
| 1856-1877 | Presidente del Consiglio di amministrazione del Credito Svizzero                                               |
| 1857-1874 | Membro del Consiglio di sorveglianza della Società Svizzera di Assicurazioni generali sulla vita dell'uomo     |
| 1859-1874 | Membro del Gran Consiglio della città di Zurigo (Parlamento)                                                   |
| 1860-1869 | Presidente della Commissione scolastica di Zurigo                                                              |
| 1871-1878 | Presidente della direzione della Società della ferrovia del San Gottardo                                       |
| 1872-1882 | Presidente del Consiglio di amministrazione della Ferrovia del Nord-Est                                        |
| 1880-1882 | Presidente del Consiglio di amministrazione del Credito Svizzero                                               |

## Commemorazioni
Nel febbraio 1883 venne istituito un comitato al fine di erigere un monumento artistico alla memoria di Escher. L'opera venne commissionata all'artista Richard Kissling e finanziata con donazioni private. Il memoriale intitolato ad Alfred Escher da lui progettato e collocato davanti alla stazione centrale di Zurigo venne inaugurato il 22 giugno 1889. La città si fece poi carico della sua manutenzione. La tomba di Alfred Escher si trovava originariamente nel cimitero di Enge, ma dopo la sua chiusura nel 1925 venne trasferita nel cimitero di Manegg.

## Lascito e ricerca
La ricerca su Alfred Escher dispone di un ricco patrimonio di materiale documentario. In primo luogo va menzionata la copiosa corrispondenza legata a Escher. Escher intratteneva rapporti epistolari con personalità eminenti del mondo politico, economico e scientifico. Nel 2006 venne istituita la Fondazione Alfred Escher, che si prende cura della vita e dell'opera di Escher. Il Centro di documentazione della Fondazione Alfred Escher mette a disposizione della ricerca copie delle circa 7500 lettere scritte e ricevute da Alfred Escher, come pure opere standard sulla storia svizzera del XIX secolo.
L'epistolario è reso inoltre accessibile nell'ambito di un progetto editoriale multimediale e messo successivamente in rete.
Con il patrimonio ereditato, la figlia Lydia Welti diede vita alla fondazione Gottfried Keller.

## Corrispondenza di Escher
- Joseph Jung (editore): Alfred Escher zwischen Lukmanier und Gotthard. Briefe zur schweizerischen Alpenbahnfrage 1850-1882. Adattato e commentato da Bruno Fischer, Martin Fries e Susanna Kraus. Con articoli di Joseph Jung e Helmut Stalder (= Alfred Escher. Briefe. Ein Editions- und Forschungsprojekt der Alfred Escher-Stiftung. Volume 1 in 3 tomi), NZZ Libro, Zurigo 2008, ISBN 978-3-03823-379-4.
- Joseph Jung (editore): Alfred Eschers Briefe aus der Jugend- und Studentenzeit (1831-1843). Adattato e commentato da Bruno Fischer (= Alfred Escher. Briefe. Ein Editions- und Forschungsprojekt der Alfred Escher-Stiftung. Volume 2), NZZ Libro, Zurigo 2010, ISBN 978-3-03823-628-3.
- Joseph Jung (editore): Alfred Eschers Briefwechsel (1843-1848). Jesuiten, Freischaren, Sonderbund, Bundesrevision. Adattato e commentato da Björn Koch (= Alfred Escher. Briefe. Ein Editions- und Forschungsprojekt der Alfred Escher-Stiftung. Volume 3), NZZ Libro, Zurigo 2011, ISBN 978-3-03823-703-7.
- Joseph Jung (editore): Alfred Eschers Briefwechsel (1848-1852). Aufbau des jungen Bundesstaates, politische Flüchtlinge und Neutralität. Adattato e commentato da Sandra Wiederkehr (= Alfred Escher. Briefe. Ein Editions- und Forschungsprojekt der Alfred Escher-Stiftung. Volume 4), NZZ Libro, Zurigo 2012, ISBN 978-3-03823-723-5.
- Joseph Jung (editore): Alfred Eschers Briefwechsel (1852-1866). Wirtschaftsliberales Zeitfenster, Gründungen, Aussenpolitik. (= Alfred Escher. Briefe. Ein Editions- und Forschungsprojekt der Alfred Escher-Stiftung. Volume 5), NZZ Libro, Zurigo 2013, ISBN 978-3-03823-853-9.
- La serie «Alfred Escher. Briefe» continua (totale 6 volumi).